# PGC 7713
LEDA/PGC 7713 ist eine linsenförmige Galaxie vom Hubble-Typ SB0/a im Sternbild Fische auf der Ekliptik, die schätzungsweise 336 Millionen Lichtjahre von der Milchstraße entfernt ist. Im selben Himmelsareal befinden sich u. a. die Galaxien NGC 766, NGC 791, IC 1772.